# Jóvenes Exploradores Búlgaros
La Organización de Jóvenes Exploradores Búlgaros (en búlgaro: Организацията на българските младежи разузнавачи - ОБМР) fue una organización infantil y juvenil fundada en 1923 inspirada en los boy scouts de Robert Baden-Powell, cuyo objetivo era la educación física, moral, cívica y patriótica.

## Inicios
Las primeras tentativas para crear un movimiento scout en Bulgaria comenzó en 1911. El general Nikola Zhekov, comandante del 1.º regimiento de infantería, recibió información sobre el movimiento juvenil emergente y quedó fascinado por el método de formación de niños fuera de la escuela. Así, animado por lo que vio, hizo los primeros intentos para implementarlo en todo el país. A iniciativa de Zhekov, bajo su liderazgo directo, se formó la primera tropa Scout en Sofía.
La guerra de los Balcanes estalló, por lo que se detuvieron todos los pasos para desarrollar el escultismo durante los años siguientes. En 1915, más personas en el país se interesaron por el movimiento, como el coronel Y. Velchev, quien recibió principalmente materiales de traducción y emitió un memorando sobre los scouts anteriores que respondió a muchas de las preguntas que estaba planteando. El país cayó en una profunda crisis por su participación en la Primera Guerra Mundial, por lo que era imperativo un intento para motivar a las nuevas generaciones a crear una organización scout. Los años de la Primera Guerra Mundial y los siguientes fueron severos, Bulgaria sufrió una profunda crisis que afectó la condición de Estado y la sociedad. Un gran porcentaje de niños participaron laboralmente en la producción básica para ayudar a alimentar a sus familias; la desnutrición y las muertes aumentaron dramáticamente entre los jóvenes. El crimen infantil también fue un gran problema. Con el fin de mejorar la situación de las generaciones jóvenes, estaban surgiendo una serie de movimientos y organizaciones juveniles como la Cruz Roja, varias organizaciones religiosas, culturales y también el Movimiento Scout.

## Expansión
Bajo la influencia de los emigrantes rusos blancos y su experiencia con la organización scout rusa, se establecieron las primeras unidades scout en Bulgaria. La semilla escultista finalmente había sido sembrada. En 1921, bajo el liderazgo de un dirigente scout, el Sr. Michael Wells, un inglés del servicio ruso, se fundó la primera tropa de Scouts en Varna. Incluyó en su mayoría a niños emigrantes rusos, el director ejecutivo de la tropa fue el general de emigración ruso Smedrov.
El 28 de septiembre de 1922, se fundó una tropa en la American Boys High School en Samokov bajo el liderazgo de Pavel Roland, maestro scout y director de la escuela secundaria, y el maestro Iliya Mutafchiev. La tropa tenía 30 niños, divididos en tres patrullas: leones, lobos y águilas voladoras. La idea scout se extendió rápidamente por todo el país. En el mismo año, los scouts emigrantes rusos fundaron su propia tropa en Sofía. Poco a poco, también se incluyen a los búlgaros. Bajo el patrocinio del coronel de reserva Petar Trayanov, los muchachos búlgaros, miembros de la tropa scout rusa de Sofía, se separaron para formar su propia tropa. Los primeros maestros scouts búlgaros en desarrollar los objetivos del escultismo búlgaro fueron Dimitar Dimitrov y Stefan Yanchulev. 
A partir de estos primeros brotes en Varna, Sofía y Samokov, la Organización de Jóvenes Scouts Búlgaros (ОБМР) se fundó en 1923.
En la segunda mitad de 1924, ОБМР fue reconocido y admitido como miembro de la Oficina Mundial de Boy Scouts, con sede en Londres.
En 1925, se abrió un campamento-escuela de la organización cerca del pueblo de Vladaya, Sofía. En aquel lugar se adiestraron maestros exploradores, jefes de lobatos y líderes de patrulla. El programa incluyó formación teórica, práctica y administración. El primer director de la escuela fue Stefan Yanchulev, con 22 años fue el primer director de la escuela de formación, quien completó los cursos para jefes de lobatos en Francia (la escuela "Chamarande"). 
En 1928 el censo mundial reflejaba 219 instructores, 69 rovers, 1598 scouts, 36 scouts del mar y 336 lobatos. Sumando un total de 2258 miembros. En 1929, el movimiento scout en Bulgaria había hecho en este corto período un rápido progreso. Había 180 grupos en Sofía y las ciudades más grandes de las provincias, con 4040 miembros registrados. El ejército vio con gran interés la creación y consolidación de tropas scouts y participó activamente en la gestión y organización de sus divisiones.

## Disolución
A partir de 1932 hubo una deriva totalitaria y el Movimiento Scout sufrió los ataques del poder para forzar una fusión en una sola organización juvenil estatal en varias ocasiones, sin éxito hasta 1938. En 1940, con una breve carta a la Oficina Scout Internacional en Londres, los líderes de la ОБМР informaron sobre su autodisolución, forzada por el Ministerio de la Guerra, el general Hristo Lukov, y su asistente, el coronel Svetoslav Akrabov. Oficialmente el Movimiento Scout búlgaro se disolvió. La ОБМР inició su transformación hacia una organización juvenil estatal militarizada. El 29 de diciembre, la 25.ª Asamblea Nacional aprobó una ley sobre la organización de la juventud búlgara en una organización estatal que luego se convertiría en Brannik, iniciativa del entonces primer ministro Bogdan Filov. Como Bulgaria no era un país ocupado por los alemanes, la disolución no afectó a las tropas scouts rusas que siguieron funcionando, hasta cierto punto, con normalidad hasta el final de la guerra.
John S. Wilson, director de la Oficina Internacional, intentó sin éxito acercar posiciones en Bulgaria, Rumanía y Yugoslavia para mantener vínculos entre la Oficina Scout Internacional con las nuevas organizaciones reconvertidas en movimientos únicos de juventud, para trabajar bajo una causa común, facilitar los intercambios, cursos de formación en Gilwell Park o participar en conferencias internacionales como observadores. No tuvo éxito debido a los acontecimientos posteriores que impidieron cumplir con los convenios firmados.
El escultismo también fue prohibido después de la guerra, cuando los comunistas controlaron Bulgaria. Los recursos de las organizaciones juveniles durante el período comunista fueron confiscados y redistribuidos entre los pioneros rojos y los chavdari de la Organización de Pioneros Dimitrovistas Septiembristas para la juventud comunista.

## Los protagonistas
Stefan Yanchulev (1900-1968) y sus famosos primos formaban parte de la élite intelectual búlgara. Tras la guerra, el régimen comunista los envió a campos de trabajo y prisiones por períodos de tiempo variables. Stefan Yanchulev pasó 8 años entre los campos de Bélene, Bogdanov dol y en otras prisiones del país. Fue liberado enfermo y con la salud quebrantada. Los comunistas no le permitieron ejercer la profesión periodística hasta que firmase un acuerdo de cooperación con los servicios de seguridad del Darzhavna Sigurnost. Yanchulev siempre se negó. Para mantenerse y alimentar a su familia, dedicó mucho esfuerzo en duros trabajos físicos. En los últimos años, su familia lo cuidó hasta su muerte en 1968. Su hijo Alexander Yanchulev fue alcalde de Sofía, primer presidente de la Unión de Municipios Democráticos en Bulgaria y representante en la Unión Europea (1991-1992).